# Райдер, Айзея
А́йзея Ра́йдер-младший (англ. Isaiah Rider, Jr.; род. 12 марта 1971 года, Окленд, Калифорния, США) — американский профессиональный баскетболист. Завершил карьеру в 2001 году.

## Ранние годы
Айзея Райдер родился в городе Окленд (штат Калифорния), учился в Аламидской школе Энсинал, в которой играл за местную баскетбольную команду. После окончания школы он обучался в Алленском общественном колледже и колледже Антилоп-Валли, где был одним из лучших игроков. В 1993 году окончил университет Невады в Лас-Вегасе, где в течение двух лет выступал за команду «УНЛВ Раннин Ребелс», в которой провёл успешную карьеру, набрав в итоге 1372 очка, 391 подбор и 158 передач, к тому же два раза помогал выиграть своей команде регулярный чемпионат конференции Big West (1992—1993).

## Карьера игрока
Играл на позиции атакующего защитника и лёгкого форварда. В 1993 году был выбран на драфте НБА под 5-м номером командой «Миннесота Тимбервулвз». Позже выступал за команды «Портленд Трэйл Блэйзерс», «Атланта Хокс», «Лос-Анджелес Лейкерс» и «Денвер Наггетс». Всего в НБА провёл 9 неполных сезонов. В составе «Лейкерс» Райдер в 2001 году стал чемпионом НБА. В 1994 году включался в 1-ю сборную новичков НБА, а также становился победителем конкурса по броскам сверху, ежегодно проводимого в рамках звёздного уикенда НБА. В 1993 году был признан баскетболистом года среди студентов конференции Big West, а также включался во 2-ю всеамериканскую сборную NCAA. Всего за карьеру в НБА сыграл 563 игры, в которых набрал 9405 очков (в среднем 16,7 за игру), сделал 2166 подборов, 1535 передач, 367 перехватов и 136 блок-шотов.

## Статистика

### Статистика в НБА
| Сезон                                                                                    | Команда   | Регулярный сезон | Регулярный сезон | Регулярный сезон | Регулярный сезон | Регулярный сезон | Регулярный сезон | Регулярный сезон | Регулярный сезон | Регулярный сезон | Регулярный сезон | Регулярный сезон | Серия плей-офф | Серия плей-офф | Серия плей-офф | Серия плей-офф | Серия плей-офф | Серия плей-офф | Серия плей-офф | Серия плей-офф | Серия плей-офф | Серия плей-офф | Серия плей-офф |
| Сезон                                                                                    | Команда   | GP               | GS               | MPG              | FG%              | 3P%              | FT%              | RPG              | APG              | SPG              | BPG              | PPG              | GP             | GS             | MPG            | FG%            | 3P%            | FT%            | RPG            | APG            | SPG            | BPG            | PPG            |
| ---------------------------------------------------------------------------------------- | --------- | ---------------- | ---------------- | ---------------- | ---------------- | ---------------- | ---------------- | ---------------- | ---------------- | ---------------- | ---------------- | ---------------- | -------------- | -------------- | -------------- | -------------- | -------------- | -------------- | -------------- | -------------- | -------------- | -------------- | -------------- |
| 1993/94                                                                                  | Миннесота | 79               | 60               | 30,6             | 46,8             | 36,0             | 81,1             | 4,0              | 2,6              | 0,7              | 0,4              | 16,6             | Не участвовал  | Не участвовал  | Не участвовал  | Не участвовал  | Не участвовал  | Не участвовал  | Не участвовал  | Не участвовал  | Не участвовал  | Не участвовал  | Не участвовал  |
| 1994/95                                                                                  | Миннесота | 75               | 67               | 35,3             | 44,7             | 35,1             | 81,7             | 3,3              | 3,3              | 0,9              | 0,3              | 20,4             | Не участвовал  | Не участвовал  | Не участвовал  | Не участвовал  | Не участвовал  | Не участвовал  | Не участвовал  | Не участвовал  | Не участвовал  | Не участвовал  | Не участвовал  |
| 1995/96                                                                                  | Миннесота | 75               | 68               | 34,6             | 46,4             | 37,1             | 83,8             | 4,1              | 2,8              | 0,6              | 0,3              | 19,6             | Не участвовал  | Не участвовал  | Не участвовал  | Не участвовал  | Не участвовал  | Не участвовал  | Не участвовал  | Не участвовал  | Не участвовал  | Не участвовал  | Не участвовал  |
| 1996/97                                                                                  | Портленд  | 76               | 68               | 33,7             | 46,4             | 38,5             | 81,2             | 4,0              | 2,6              | 0,6              | 0,3              | 16,1             | 4              | 4              | 40,3           | 37,2           | 37,5           | 88,2           | 2,0            | 4,3            | 0,8            | 0,0            | 13,3           |
| 1997/98                                                                                  | Портленд  | 74               | 66               | 37,6             | 42,3             | 32,1             | 82,8             | 4,7              | 3,1              | 0,7              | 0,3              | 19,7             | 4              | 4              | 41,5           | 41,8           | 9,1            | 76,9           | 5,0            | 4,3            | 1,3            | 0,0            | 19,3           |
| 1998/99                                                                                  | Портленд  | 47               | 41               | 29,5             | 41,2             | 37,8             | 75,5             | 4,2              | 2,2              | 0,5              | 0,2              | 13,9             | 13             | 13             | 32,8           | 42,9           | 42,3           | 88,7           | 3,8            | 2,4            | 0,8            | 0,0            | 16,5           |
| 1999/00                                                                                  | Атланта   | 60               | 47               | 34,7             | 41,9             | 31,1             | 78,5             | 4,3              | 3,7              | 0,7              | 0,1              | 19,3             | Не участвовал  | Не участвовал  | Не участвовал  | Не участвовал  | Не участвовал  | Не участвовал  | Не участвовал  | Не участвовал  | Не участвовал  | Не участвовал  | Не участвовал  |
| 2000/01                                                                                  | Лейкерс   | 67               | 6                | 18,0             | 42,6             | 37,0             | 85,5             | 2,3              | 1,7              | 0,4              | 0,1              | 7,6              | Не участвовал  | Не участвовал  | Не участвовал  | Не участвовал  | Не участвовал  | Не участвовал  | Не участвовал  | Не участвовал  | Не участвовал  | Не участвовал  | Не участвовал  |
| 2001/02                                                                                  | Денвер    | 10               | 1                | 17,3             | 45,7             | 40,0             | 76,5             | 3,3              | 1,2              | 0,3              | 0,2              | 9,3              | Не участвовал  | Не участвовал  | Не участвовал  | Не участвовал  | Не участвовал  | Не участвовал  | Не участвовал  | Не участвовал  | Не участвовал  | Не участвовал  | Не участвовал  |
|                                                                                          | Всего     | 563              | 424              | 31,7             | 44,3             | 35,2             | 81,2             | 3,8              | 2,7              | 0,7              | 0,2              | 16,7             | 21             | 21             | 35,9           | 41,8           | 34,0           | 86,0           | 3,7            | 3,1            | 0,9            | 0,0            | 16,4           |
| Наведите курсор мыши на аббревиатуры в заголовке таблицы, чтобы прочесть их расшифровку. |           |                  |                  |                  |                  |                  |                  |                  |                  |                  |                  |                  |                |                |                |                |                |                |                |                |                |                |                |